# IC 4654
IC 4654 — галактика типу SBbc (компактна витягнута галактика) у сузір'ї Райський Птах.
Цей об'єкт міститься в оригінальній редакції індексного каталогу.